# Cantó de Le Marigot
El cantó de Le Marigot és una divisió administrativa francesa situat al departament de Martinica a la regió de Martinica.

## Composició
El cantó comprèn la comuna de Le Marigot.

## Administració
| Període                                  | Identitat      | Partit | Qualitat |
| ---------------------------------------- | -------------- | ------ | -------- |
| 2004-2014                                | Ange Lavenaire | RDM    |          |
| Les dades anteriors no són pas conegudes |                |        |          |